# Commelle
Commelle – miejscowość i dawna gmina we Francji, w regionie Owernia-Rodan-Alpy, w departamencie Isère. W 2013 roku populacja ówczesnej gminy wynosiła 892 mieszkańców. 
W dniu 1 stycznia 2019 roku z połączenia czterech ówczesnych gmin – Arzay, Commelle, Nantoin oraz Semons – powstała nowa gmina Porte-des-Bonnevaux. Siedzibą gminy została miejscowość Semons. 